# Wolf Mittler
Wolf Mittler (né le 1er janvier 1918, mort le 11 novembre 2002 à Munich) est un journaliste et animateur radio allemand.

## Biographie
Il se fait d'abord connaître comme le commentateur anglophone de l'émission de propagande nazie Germany Calling diffusée durant la Seconde Guerre mondiale. Il parle bien anglais, a de l'humour et s'intéresse aux prisonniers de guerre. On lui donne le surnom péjoratif de "Lord Haw-Haw".
En 1943, il fuit en Italie puis se fait arrêter par la Gestapo. Il parvient à s'échapper en Suisse.
Après la Seconde Guerre mondiale, il devient présentateur des émissions de radio et de télévision de Bayerischer Rundfunk. Il assure la traduction des événements américains, comme le discours de John Fitzgerald Kennedy lors de la crise des missiles de Cuba ou la mission Apollo 11. En 1965, il couvre la rencontre de jeunes Allemands et Français organisée par le ministre-président bavarois Alfons Goppel.
À la fin de sa carrière, il arrive à Bayern 3.
De 1955 à 1978, il a commenté pour l'Allemagne le Concours Eurovision de la chanson à quatorze reprises.